# Застава Малија
Застава Малија је усвојена 1. марта 1961. 
Састоји се од три једнаке хоризонталне пруге. Сачињавају је панафричке боје: зелена, златна и црвена. 
Ова застава је нова верзија за заставу усвојену 4. априла 1959. на којој се налазила људска фигура, kanga, црне боје чије су руке биле уперене према небу. Фигура је уклоњена да би се застава усагласила са исламском забраном сликања људи (90% становништва Малија су муслимани).